# James Glickenhaus

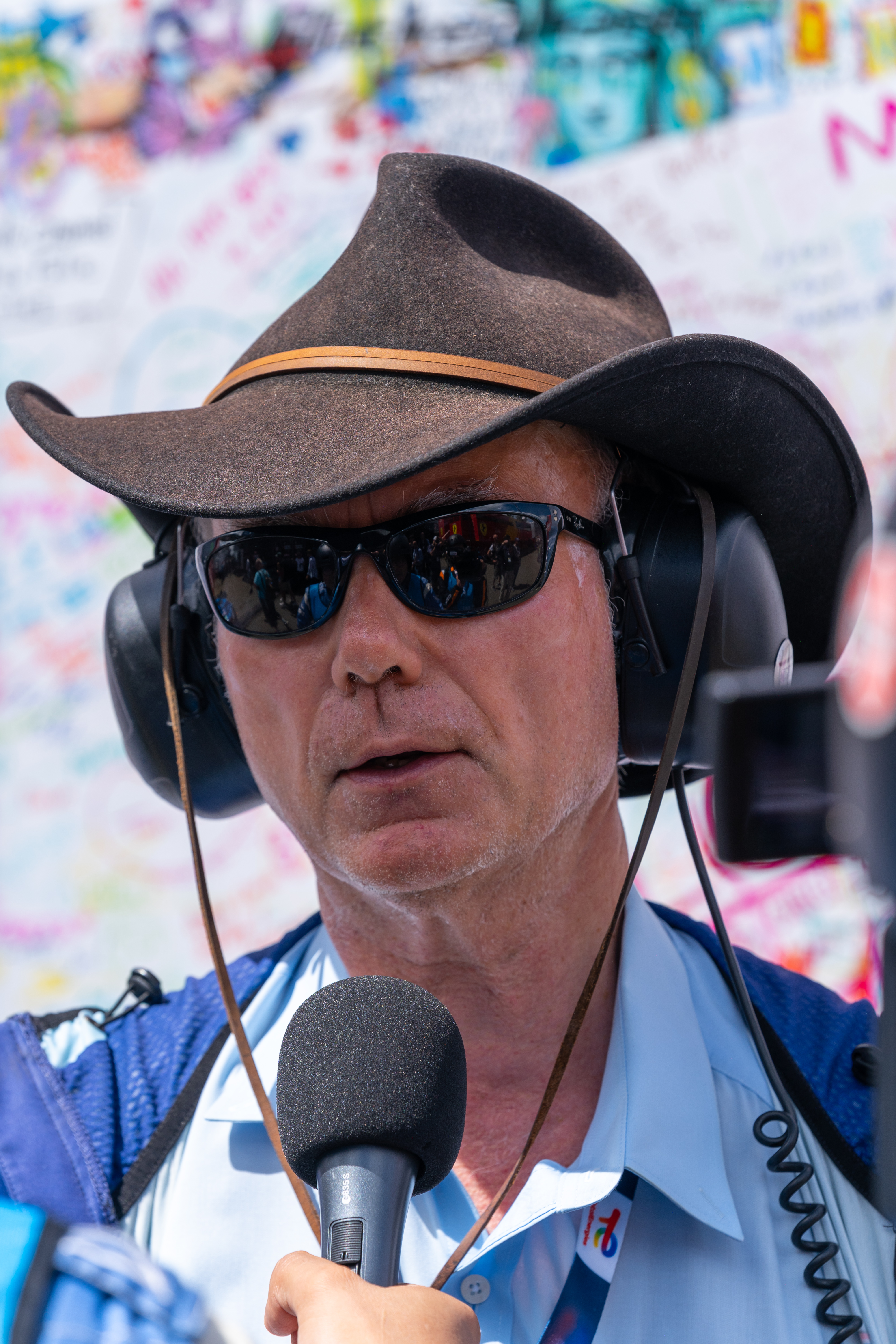
James Glickenhaus, 2023

James Cameron Glickenhaus (* 24. Juli 1950 in New York City) ist ein US-amerikanischer Regisseur, Drehbuchautor, Produzent und Investment-Manager.

## Leben
Glickenhaus inszenierte vor seiner Filmkarriere Lehrfilme. 1975 drehte er mit The Astrologer seinen ersten Spielfilm, dem bis Mitte der 1990er sieben weitere Regiearbeiten folgten. Als Produzent war er an einer Reihe von Filmen anderer Regisseure beteiligt.
Seine wohl bekanntesten Filme sind Der Exterminator, in dem ein Mann, nachdem die Justiz versagt, zur Selbstjustiz greift und gegen Straßengangs sowie organisiertes Verbrechen vorgeht, und Der Protektor mit Jackie Chan in der Hauptrolle.
Glickenhaus zog sich 1995 aus dem Filmgeschäft zurück und ist seither als Partner in der von seinem Vater Seth Glickenhaus gegründeten Investmentfirma Glickenhaus & Co. tätig.
Er ist bekannt für seine Sammlung von Sportwagen. In seinem Auftrag entstand 2005 auf Basis eines Ferrari Enzo bei Pininfarina das Einzelstück Ferrari P4/5. 2014 erwarb Glickenhaus das Unikat Ferrari 512 S Modulo, um es zu restaurieren. Im folgenden Jahr stellte die Scuderia Cameron Glickenhaus den LMP1-inspirierten und komplett neu entwickelten SCG 003 vor.

## Filmographie

### Als Regisseur
- 1975: The Astrologer
- 1980: Der Exterminator (The Exterminator)
- 1982: Der Söldner (The Soldier)
- 1985: Der Protektor (The Protector)
- 1988: Blue Jean Cop (Shakedown)
- 1991: McBain
- 1993: In Cold Blood (Slaughter of the Innocents)
- 1995: Timemaster – Aus der Zukunft zurück (Time Master)

### Als Produzent
- 1982: Der Söldner
- 1988: Maniac Cop
- 1990: Frankenhooker
- 1990: Basket Case 2
- 1991: Basket Case 3 – Die Brut (Basket Case 3)
- 1994: Ring of Steel – Der Einsatz ist ihr Leben (Ring of Steel)
- 1995: Tough and Deadly